# Олександрівка (селище, Одеський район)
Олександрівка — селище в Україні, у Чорноморській міській громаді Одеського району Одеської області.

## Історія

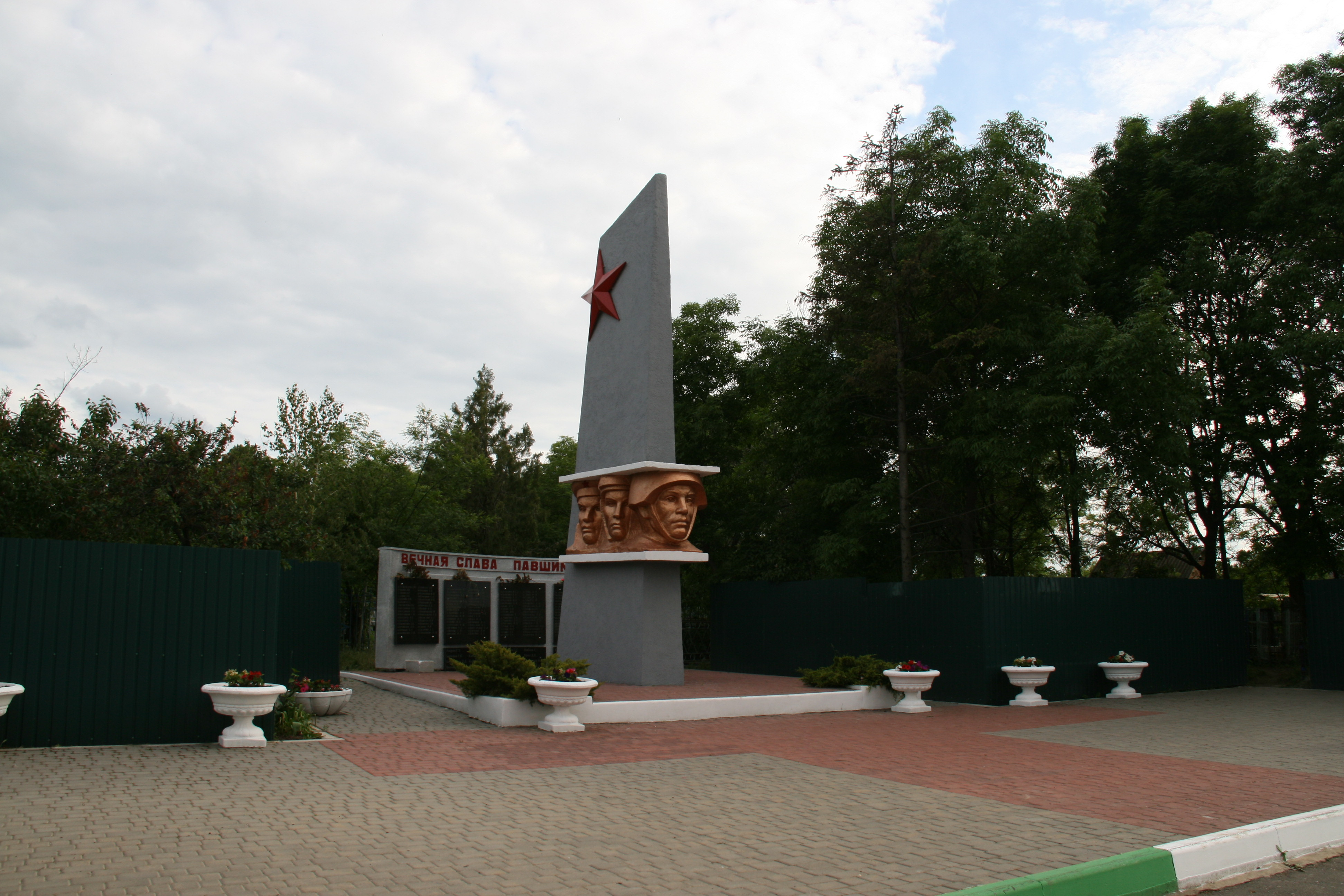
Братська могила радянських воїнів на селищному цвинтарі

Історія Олександрівки привертає увагу вчених понад 150 років. Такий інтерес до минулого невеликого степового села обумовлений тим, що воно безпосередньо пов'язане з одним із цікавих епізодів нашої історії: участю грецьких патріотів у звільненні північного Причорномор'я та Криму від турецько-татарської навали, і подальшої колонізації греками цих земель. Необхідно відзначити, що землі Олександрівки двічі виділялися урядом для поселення грецьких військових підрозділів: грецького дивізіону — в 1797-му і Одеського грецького піхотного батальйону — в 1803 роках.
Двовікова історія селища Олександрівки має свою багату тисячолітню передісторію. Починаючи з кінця XIX століття і до наших днів, землями Олександрівської дачі займався цілий ряд відомих учених і краєзнавців. Завдяки цим роботам, стало відомо декілька десятків археологічних об'єктів: стоянок, поселень, курганів і випадкових знахідок. Вони датуються від 60 тис. років тому до XI століття від Р. Х. і ілюструють історію численних племен і народів, що жили в степовому Причорномор'ї впродовж тривалого часу. Найстародавнішу та найунікальнішу знахідку було зроблено в Санжійці. У березні 1988 року в 40—50 метрів від риболовецького причалу відбувся черговий обвал берега Чорного моря, і рибаки побачили дуже великі кістки. Визначили, що знайдений череп належить мамонту-підлітку. Це унікальне для всієї степової України місцезнаходження кісток мамонта.
Селище засноване у 1798 році під первинною назвою Арнаутівка. Перша письмова згадка про наявність населеного пункту на місці Олександрівки датується 1798 роком. Перша згадка сучасної назви села «Олександрівка» в архівних матеріалах згадується тільки 7 березня 1818 року. Раніше ж Олександрівська дача в офіційних документах частіше за все називалась «Дачею при урочищі Барабої» або «Грецьке поселення — Арнаутіва» дуже цінним документом є список землевласників.
Під час Голодомору 1932—1933 років померло щонайменше 70 жителів селища.
Найперша, стара церква села в ім'я Пречистої Божої Матері була побудована в 1814 р. За даними «Довідкової книги Херсонської Єпархії за 1906 рік» стару будівлю церкви була розібрана у 1890 році, а нову церкву на честь Успіння Божої Матері було побудовано у 1893 році в Олександрівці, яка була урочисто освячена, яка з невеликими перебудовами збереглася до наших днів. За радянських часів церква була закрита. Церква відновлена 14 серпня 1990 року, у якій відбулося перше богослужіння. Цей день був обраний невипадково, адже 14 серпня відбулося хрещення Київської Русі.
Нині церква займається не лише духовним життям, але і культурним. У церкві працює недільна школа, в якій діти вивчають грецьку мову. Церква підтримує зв'язок із грецьким товариством, храм відвідував грецький консул.

### Перепідпорядкування
22 березня 1977 року Олександрівську селищну Раду (новоутворену) передано зі складу Овідіопольського району до підпорядкування Іллічівської міської ради (нині — Чорноморська міська рада).
|  | Одеська обласна рада рішенням від 21 лютого 2002 року на території Іллічівської міської ради: — підпорядкувала Іллічівській міській раді смт Олександрівка Олександрівської селищної ради, с. Бурлача Балка Бурлачобалківської і с. Малодолинське Малодолинської сільрад; — ліквідувала Олександрівську селищну раду, Бурлачобалківську і Малодолинську сільські ради. |

### У Незалежній Україні
17 липня 2020 року відповідно до Постанови Верховної Ради та Розпорядження Кабінету Міністрів України № 720-р від 12 червня 2020 року «Про визначення адміністративних центрів та затвердження територій територіальних громад Одеської області».

## Політика

### Парламентські вибори, 2019
На позачергових парламентських виборах 2019 року у селищі функціонували 3 окремі виборчі дільниці № 511036–511038.
Результати
- зареєстровано 5440 виборців, явка 45,46%, найбільше голосів віддано за «Слугу народу» — 56,38%, за «Опозиційну платформу — За життя» — 17,55%, за Партію Шарія — 6,01%.[4] В одномандатному окрузі найбільше голосів отримав Сергій Колебошин (Слуга народу) — 35,26%, за Сергія Червачова (самовисування) — 31,72%, за Василя Гуляєва (самовисування) — 20,65%[5].

## Населення

### Мова
Розподіл населення за рідною мовою за даними перепису 2001 року:
| Мова            | Кількість | Відсоток |
| --------------- | --------- | -------- |
| українська      | 3066      | 59.10%   |
| російська       | 2026      | 39.05%   |
| румунська       | 34        | 0.66%    |
| білоруська      | 21        | 0.41%    |
| болгарська      | 10        | 0.19%    |
| гагаузька       | 7         | 0.14%    |
| угорська        | 1         | 0.02%    |
| інші/не вказали | 23        | 0.43%    |
| Усього          | 5188      | 100%     |

## Перейменування топоніміки
13 грудня 2022 року рішенням Чорноморської міської ради затверджено список нових назв для вулиць смт Олександрівка. Назви змінено за рекомендаціями Експертної ради при Міністерстві культури та інформаційної політики України з питань подолання наслідків русифікації та тоталітаризму, висновками робочої групи з питань найменування (перейменування) вулиць та інших об'єктів топоніміки, які містять російське походження та результати громадського обговорення.
| Попередня назва     | Сучасна назва               |
| ------------------- | --------------------------- |
| вулиця Пушкіна      | вулиця Захисників України   |
| провулок Пушкіна    | провулок Захисників України |
| вулиця Гагаріна     | вулиця Леоніда Каденюка     |
| провулок Гагаріна   | провулок Леоніда Каденюка   |
| вулиця Лермонтова   | вулиця Єдності              |
| провулок Лермонтова | провулок Єдності            |
| вулиця Толстого     | вулиця Грецька              |
| вулиця Маяковського | вулиця Європейська          |

## Символіка

### Герб
Герб Олександрівки затверджений 14 квітня 1998 року рішенням сесії селищної ради № 21. Автор — Ігор Сапожников. У синьому полі срібний грецький хрест, під ним дві срібні нахилені, спрямовані в сторони гармати.

## Пам'ятки
- Братська могила[d] 27 радянських воїнів, загиблих при звільненні села в квітні 1944 року, та пам'ятник 156 воїнам-односільчанам, загиблим на фронтах Другої Світової війни;

## Персоналії
- Гуляєв Василь Олександрович (1963) — український політик, народний депутат України VIII скликання у 2014—2019 роках. Міський голова Чорноморська з 2020 року.